# Okręg Cognac
Okręg Cognac (fr. Arrondissement de Cognac) – okręg w zachodniej Francji. Populacja wynosi 91 200.

## Podział administracyjny
W skład okręgu wchodzą następujące kantony:
- Baignes-Sainte-Radegonde,
- Barbezieux-Saint-Hilaire,
- Brossac,
- Châteauneuf-sur-Charente,
- Cognac-Nord,
- Cognac-Sud,
- Jarnac,
- Rouillac,
- Segonzac.